# Mithridate d'Arménie
Pour les articles homonymes, voir Mithridate.
Mithridate d'Arménie est un roi vassal d'Arménie, sous protectorat romain. Mithridate règne de 35 à 37, année pendant laquelle il est emprisonné par Caligula, puis est restauré par Claude de 42 à 51.

## Biographie
Alors que le règne d'Artaxias III Zénon a été marqué par une période de stabilité sous protectorat romain, l'instabilité dynastique recommence dès sa mort (en 34). « Cette instabilité dynastique était évidemment due au régime féodal arménien, les grandes familles prenant parti pour l'un ou l'autre des prétendants et maintenant une anarchie qui leur assurait l'indépendance. »
À la mort de Zénon, le roi parthe Artaban III (roi de 12 à 38) impose comme roi aux Arméniens l'aîné de ses fils, Arsace, alors que l'Arménie est un protectorat romain depuis 65 av. J.-C.. Mais l'empereur Tibère veille et, contre le prétendant arsacide, il fait s'avancer Mithridate, frère du  roi d'Ibérie, Pharasman Ier. À la cour d'Arménie, le parti romain fait empoisonner Arsace. Cela se traduit par deux années de guerre, pendant lesquelles les Romains suscitent l'invasion de l'Arménie par les forces du royaume d'Ibérie et différents complots pour que les nobles parthes déposent Artaban III et le remplacent par un roi favorable aux Romains. Artaban envoie en Arménie Orodès, un autre de ses fils, mais de son côté, Pharasman Ier d'Ibérie appelle à son aide de nouveaux mercenaires Albaniens et Sarmates,. Les troupes d'Orodès sont mises en fuite, après que leur chef a été blessé. Pendant ce temps, Lucius Vitellius, le légat romain de Syrie déploie les légions romaines en pays parthe au-delà de l'Euphrate, où elles se déplacent sans rencontrer de réelle opposition.
Au sortir de cette crise, Mithridate s'installe solidement sur le trône d'Arménie  et Artaban III est en passe de perdre le sien,, les nobles parthes s'étant révoltés contre lui avec le soutien secret de l'Empire romain. Artaban vient se réfugier en Adiabène auprès d'Izatès II, théoriquement vassal de l'Arménie. 
Toutefois, à la mort de Tibère (mars 37), la folie de Caligula vient tout compromettre pour les Romains. Sans raison, l'empereur convoque Mithridate à Rome et le déchoit de sa royauté (37). Le parthe Artaban III qui vient de récupérer son trône grâce au soutien du roi d'Adiabène ne manque pas de profiter de cette faute pour réoccuper l'Arménie, et l'Adiabène en profite pour affirmer encore plus son autonomie en rejetant sa vassalité arménienne, qui de fait n'a guère duré plus d'un an.
L'empereur  Claude (empereur de 42 à 51) répare l'erreur. Aux environs de l'année 42, il renvoie Mithridate en Arménie, qui, fort de la protection romaine et des contingents de son frère, Pharasman, le roi d'Ibérie, reconquiert le pays. Pour assurer le protectorat, une garnison romaine s'installe à Gornae (probablement Garni, près d'Erevan).
Mais en 51, Pharsman Ier d'Ibérie trahit son frère Mithridate, pour lui substituer sur le trône d'Arménie son propre fils, Rhadamiste. Mithridate vient alors se placer sous la protection de la garnison romaine de Gornae, mais le commandant de cette garnison, Caellius Pollion, se laisse acheter par Rhadamiste. À l'instigation de Pollion, Mithridate commet l'erreur de sortir de la forteresse pour une entrevue avec son neveu. Aussitôt, Rhadamiste se jette sur lui et le fait arrêter par ses gardes. Peu après, il le fait étouffer et monte à sa place sur le trône d'Arménie.
En 52, le gouverneur romain de la Cappadoce, Julius Pelignus, acheté à son tour par Rhadamiste, donne son assentiment à cette révolution.

## Famille de Mithridate
Mithridate est le frère de Pharsman Ier, roi d'Ibérie, et le père de Zénobie. Selon Tacite, Mithridate avait épousé sa nièce, une fille de Pharsman Ier d'Ibérie, dont naissent :
- Zénobie, épouse de son cousin Rhadamiste, fils de Pharasman d'Ibérie, qui assassine Mithridate pour monter sur le trône du royaume d'Arménie ;
- des fils étouffés avec leurs parents en 51 sur ordre de Rhadamiste[10].